# Dorcasta crassicornis
Dorcasta crassicornis là một loài bọ cánh cứng trong họ Cerambycidae.